# Moschea di Al Noor
La moschea di Al Noor (in arabo مسجد النور‎?, Al-Nur masjid, letteralmente "Moschea della luce") è una moschea situata a Christchurch, in Nuova Zelanda.

## Storia
Costruita tra il 1984 e il 1985, la moschea di Al Noor è stata la moschea situata alla latitudine più meridionale al mondo fino al 1999.
Nel 2003 la comunità islamica di Christchurch organizzò una "giornata nazionale dei musulmani Māori". Nello stesso anno vi furono polemiche all'interno della comunità musulmana locale sulla gestione della moschea: l'arrivo di nuovi fedeli di origine araba e somala creò infatti tensioni con i musulmani di origine sud-asiatica, i quali hanno un'estrazione culturale differente e un'interpretazione più moderata dei precetti dell'Islam.
Nel 2014 la moschea di Al Noor è stata al centro di un'indagine sulla radicalizzazione jihadista del cittadino neozelandese-australiano Daryl Jones, noto come Muslim bin John, e dell'australiano Christopher Havard. I documenti ottenuti dal Ministero degli affari esteri australiano mostravano che Havard e Bin John erano individui di interesse di lunga data per la polizia federale australiana (AFP) a causa delle loro attività svolte nello Yemen e legate ad al Qaeda nella penisola arabica (AQAP); gli stessi furono poi uccisi nello Yemen da un attacco con i droni statunitensi. I responsabili della moschea hanno negato ogni coinvolgimento con queste persone.

### Attentati
Il 15 marzo 2019 la moschea di Al Noor e il vicino centro islamico di Linwood sono stati teatro di due attentati terroristici durante la preghiera del venerdì ad opera dell'estremista di destra Brenton Tarrant, che hanno causato la morte di 50 fedeli, oltre al ferimento di molte persone, fra cui il fondatore della comunità Mohammad Olyan.